# Punca iz tvoje ulice
Punca iz tvoje ulice je debitantski studijski album slovenske pop pevke Anje Baš, ki je izšel 20. marca 2015. Ona je tudi avtorica vseh pesmi na albumu. Nastajal je od leta 2010 naprej. Album je skupaj s spremljevalno skupino predstavila na Ljubljanskem gradu.

## Glasba
Inštrumentalno podlago albuma je izvajala spremljevalna skupina, ki so jo sestavljali Franci Zabukovec (kitara, bas kitara, produkcija), Boštjan Vajs (bobni), Miha Gorše (klaviature), Matic Kotnik (kitara) in Nina Merkoci (saksofon).
Navdih za pesmi na albumu je pevka jemala iz lastnih življenjskih izkušenj; pesem "Smisel" je napisala po uspešnem boju z bulimijo.
O izbiri naslova albuma je Anja Baš v intervjuju z novinarko Tejo Pelko za portal 24ur.com povedala sledeče: »To rečemo nekomu, ki je videti zelo normalno, zelo povprečno, ne poznamo pa vseh njegovih zgodb in tega, kar je ta oseba morala dati skozi v življenju, da je takšna, kot je, kakršnakoli se nam že zdi. Tu sem apelirala predvsem na to, da sem šla skozi veliko gorja, preden sem našla pravo Anjo in preden lahko zdaj rečem, da 100-odstotno stojim za svojim delom.« Povedala je tudi, da je pesem "Set Me Free" njena najljubša z albuma.

## Seznam pesmi
Vse pesmi je napisala Anja Baš.
| Št.             | Naslov                 | Dolžina |
| --------------- | ---------------------- | ------- |
| 1.              | „Kaj je še bolje‟      | 2:53    |
| 2.              | „S tabo‟               | 3:21    |
| 3.              | „Smisel‟               | 3:50    |
| 4.              | „Nimaš kej‟            | 3:11    |
| 5.              | „Punca iz tvoje ulice‟ | 3:51    |
| 6.              | „Skušnjava‟            | 3:15    |
| 7.              | „Struga‟               | 3:33    |
| 8.              | „Svetlo sonce‟         | 3:01    |
| 9.              | „Bistre oči‟           | 3:40    |
| 10.             | „Set Me Free‟          | 3:26    |
| Skupna dolžina: | Skupna dolžina:        | 34:01   |

## Zasedba
- Anja Baš — vokal
- Franci Zabukovec — kitara, bas kitara
- Boštjan Vajs — bobni
- Miha Gorše — klaviature
- Matic Kotnik — kitara
- Nina Merkoci — saksofon